# Gąsior (naczynie)

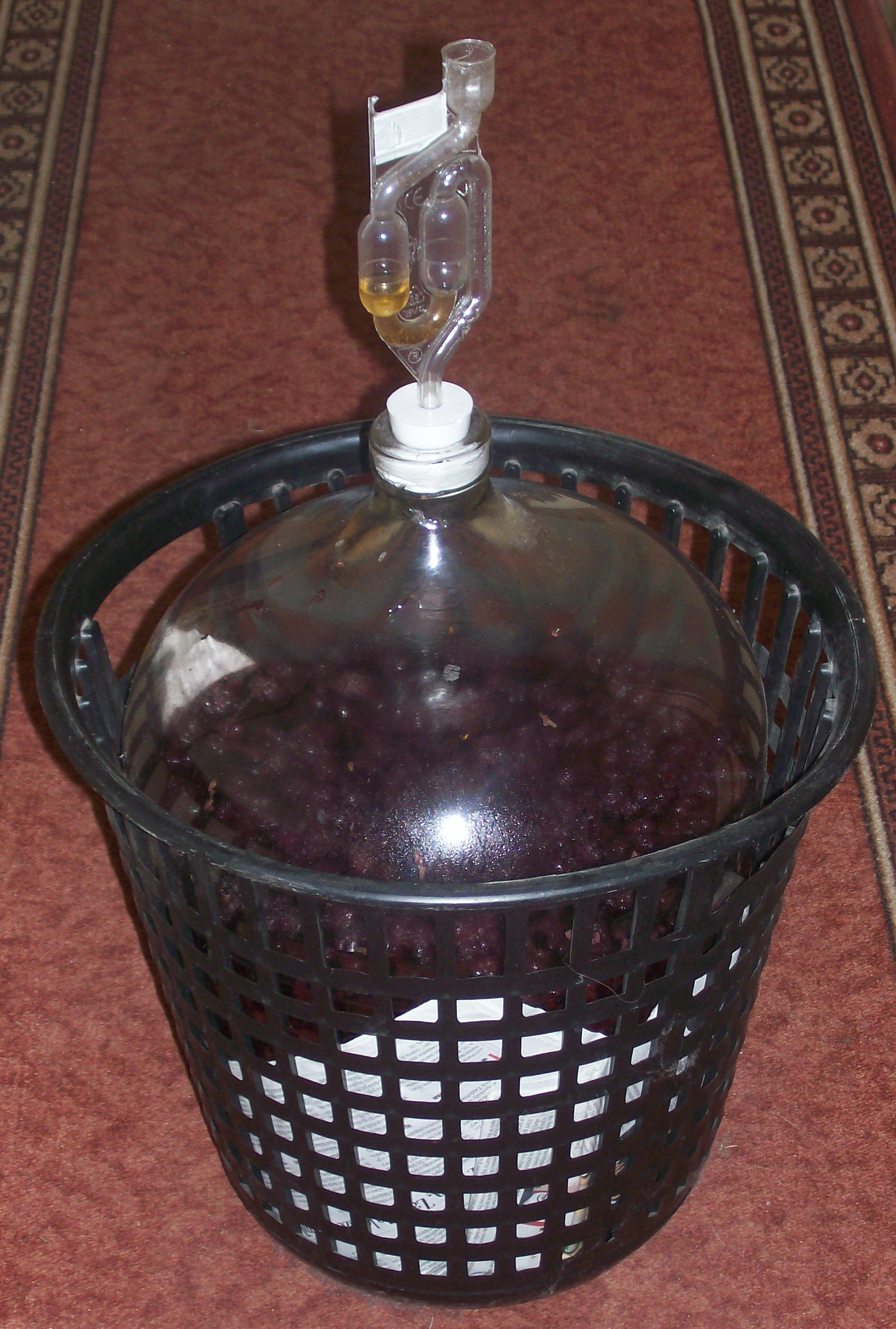
Gąsior z rurką fermentacyjną

Gąsior (butla, pot. baniak) – naczynie z grubego szkła (ok. 5 mm) przeznaczone do przechowywania płynów. Może mieć pojemność od 5 do 60 litrów, choć najczęściej stosuje się gąsiory 25-30 litrowe, bo większe są kłopotliwe przy przelewaniu, przenoszeniu i myciu. W celu zabezpieczenia przed stłuczeniem trzymany jest w dopasowanym koszu.
W naczyniach tego typu przewożone są roztwory chemikaliów i odczynniki na potrzeby laboratoriów chemicznych oraz aptek.
W warunkach domowych w gąsiorze wyrabia się domowe wina, piwa i nalewki. Do wyrobu win stosuje się najczęściej gąsiory 25-30 litrowe (w mniejszych trudno jest kontrolować proces fermentacji, większe mają wadę wymienioną wyżej), natomiast do nalewek używa się 5-10 litrowych.
Do domowej produkcji wina używa się często gąsiorów ze szkła przydymionego (dymionów).
Na czas fermentacji moszczu do produkcji wina zamyka się go korkiem z rurką fermentacyjną z wodą, aby fermentacja zachodziła beztlenowo.